# Lake Mohegan, New York
Lake Mohegan este o localitate neîncorporată (conform denominării originale,  a census-designated place, acronim, CDP) aflată în zona teritorială a orașului Yorktown din Comitatul Westchester, statul New York, Statele Unite ale Americii.
Populația a fost de 5.979 de locuitori, conform Recensământului 2000. Pe plan local, localitatea este cunoscută ca "Mohegan Lake", în timp ce termenul "Lake Mohegan" este rar folosit. Această inversare de termeni a apărut la începutul anilor 1970, întrucât anterior numele oficial de "Lake Mohegan" era folosit.

## Geografie
Lake Mohegan se găsește la coordonatele 41°19′7″N 73°50′53″V / 41.31861°N 73.84806°V (41.318568, -73.848029).
Conform datelor furnizate de United States Census Bureau, acest CDP are o suprafață totală de 8 km2 (sau de 3,1 mile patrate), dintre care 7.5 km2 sunt pământ și restul de 0.5 km2 (sau 5.52 % din total) este apă.